# Marcel Román
Marcel Nicolás Román Núñez (Montevideo, Uruguay, 7 de febrero de 1988) es un futbolista uruguayo, jugador de selecciones juveniles, jugando sudamericano 15. Sub 17 y sub 20 y los mundiales sub 17 y sub 20 

## Trayectoria

### Danubio
Después de su pasaje por las juveniles de Danubio dónde destacó como una de las grandes promesas del club, llegó su debut en el año 2007 con Danubio Fútbol Club dónde en su primer año como futbolista profesional obtuvo su primer campeonato uruguayo, dónde también con dicho club jugó la Copa Libertadores 2007, además de jugar la Copa Sudamericana 2007. 

### ITALIA
A inicio del 2008 se dio su traspaso al futbol europeo al Genoa FC. Jugando al lado de Sokratis Papastathopoulos, Stephan El Shaarawy, Thiago Motta y Diego Milito, además de sus compatriotas Rubén Olivera y Diego Polenta.

### Peñarol
Tuvo dos pasajes por el club en 2010 y 2008 dónde ese mismo año obtuvo el torneo clausura siendo parte fundamental del equipo y de ahí lo compra el Genoa junto a su compatriota Rubén pollo Olivera. Luego de su paso por Italia, vuelve a préstamo por una temporada al Club Atlético Peñarol, equipo con el que gana el Campeonato Uruguayo.  
GRECIA
A mediados del 2011 llega a Grecia para jugar por Iraklis, cedido por una temporada a préstamo del club Genia, dónde comparte plantel con Pablo Lima dónde ya habían sido compañeros de equipo en Danubio dónde obtuvieron el campeonato uruguayo del 2007.  
ITALIA
En el 2012 va cedido a préstamo del club Genoa al club que en ese momento militaba la serie B italiana, frosinone dónde permanece una temporada. 
En el 2013 tuvo un breve paso por el Club Atlético Bella Vista y vuelve a ITALIA al club Prato dónde estuvo una temporada jugando un buen torneo, al no querer renovar con dicho club decide retornar a su país para defender al club Rampla Juniors donde obtuvo el recordado retorno a primera división,  siendo parte fundamental de ese equipo y recordado de muy buena manera por los hinchas picapiedras. 
A inicios del 2016 se rumoreó su llegada a Universitario de Deportes.
Pero termina firmando por el club Oriente Petrolero de Bolivia.

### BOLIVIA
A inicios del 2016 llega a Oriente Petrolero por seis meses. Y ante su gran rendimiento renueva por dos años más. Jugando más de 100 partidos terminando capitán de dicho equipo. 
Jugó 2 libertadores y 2 sudamericanas con el club haciendo historia pasando de fase en libertadores y teniendo grandes actuaciones.  
Futbol del interior
Ya dejando a corta edad el futbol profesional decide jugar en la liga de canelones en el club Darling dándole un salto de calidad a dicha institución y en su primer año y después de tantos años el club sin lograrlo, obtienen el campeonato monegal y también la copa departamental y clasificándose por primera vez el club a la copa A de ofi y también jugando por primera vez la Copa Uruguay de auf.   

## Clubes
| Club               |  | País       | Año         |
| ------------------ |  | ---------- | ----------- |
| Danubio            |  | Uruguay    | 2006-2007   |
| Peñarol            |  | Uruguay    | 2008        |
| Genoa              |  | Italia     | 2008        |
| Frosinone (cedido) |  | Italia     | 2009        |
| Peñarol (cedido)   |  | Uruguay    | 2009-2010   |
| Genoa              |  | Italia     | 2010        |
| Iraklis (cedido)   |  | Grecia     | 2010 - 2011 |
| Cerro (cedido)     |  | Uruguay    | 2011- 2012  |
| Bella Vista        |  | Uruguay    | 2013        |
| A.C. Prato         |  | Italia     | 2013-2014   |
| Rampla Juniors     |  | Uruguay    | 2014 - 2015 |
| Oriente Petrolero  |  | Bolivia    | 2016 - 2019 |
| Real Santa Cruz    |  | Bolivia    | 2020 - 2022 |
| Rampla Juniors     |  | 🇺🇾 Uruguay | 2022-2023   |
| Darling            |  | 🇺🇾 Uruguay | 2023        |

3

## Palmarés

### Campeonatos nacionales
|  |  | Título                                    |  | Club           | País         | Año     |
|  |  | ----------------------------------------- |  | -------------- | ------------ | ------- |
|  |  | Campeonato Uruguayo                       |  | Danubio        | Uruguay      | 2006-07 |
|  |  | Campeonato Uruguayo                       |  | Peñarol        | Uruguay      | 2009-10 |
|  |  | Torneo clausura                           |  | Peñarol        | 🇺🇾 Uruguay   | 2008    |
|  |  | Campeonato de segunda división            |  | Rampla Juniors | 🇺🇾 Uruguay   | 2016    |
|  |  | campeonato monegal del interior canelones |  | darling        | . 🇺🇾 Uruguay | 2023    |